# マラティヤ県
マラティヤ県（マラティヤけん、トルコ語: Malatya ili、クルド語: Parezgêha Meletîyê）は、トルコ東部、東アナトリア地方の県。北から時計回りにスィヴァス、エルズィンジャン、東にエラズー、南東にディヤルバクル、南にアドゥヤマン、西にカフラマンマラシュと接している。マラティヤ大都市自治体とは同一の範囲である。
多くが山岳地帯である。アンズで有名。2018年の人口は797,036人。

## 下位行政区
マラティア県には13の下位行政区がある。
- アクチャダー（Akçadağ）
- アラプギル（Arapgir）
- アルグヴァン（Arguvan）
- バッタルガズィ（Battalgazi）
- ダレンデ（Darende）
- ドアンシェヒル（Doğanşehir）
- ドアンヨル（Doğanyol）
- ヘキムハン（Hekimhan）
- カレ（Kale）
- クルンジャク（Kuluncak）
- ピュテュルゲ（Pütürge）
- ヤズハン（Yazıhan）
- イェシルユルト（Yeşilyurt）